# Charlemagne-Oscar Guët
Charlemagne-Oscar Guët né le 24 février 1801 à Meaux et mort le 29 novembre 1871 à Paris est un peintre français.

## Biographie
Charlemagne-Oscar Guët est le fils de Jude Joseph Guët, maître menuisier, et de Marie Louise Joséphine Lefèvre.
Il est élève d'Antoine-Jean Gros, Louis Hersent puis d'Horace Vernet, il débute au Salon de 1819.
Il épouse en 1822 Marie-Sophie Gaspard.
Il est nommé chevalier de la Légion d'honneur en 1846.
Il meurt à son domicile de la place Vendôme à Paris le 29 novembre 1871. Il est inhumé à Paris au cimetière du Montparnasse.

Œuvres de Charlemagne Oscar Guet
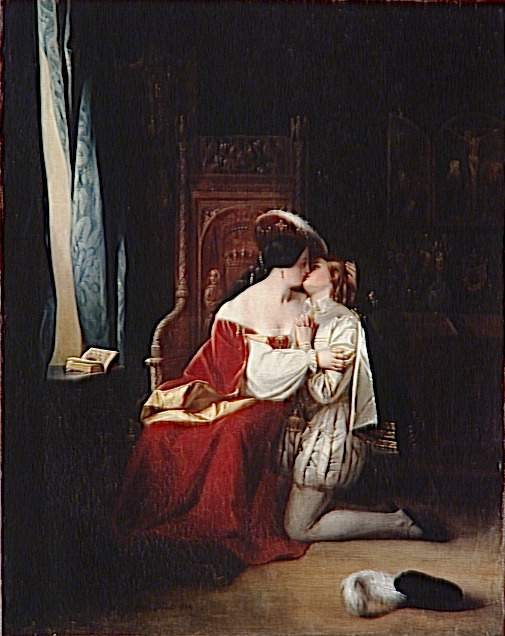
La Comtesse et le chérubin (Bayonne, musée Bonnat-Helleu)
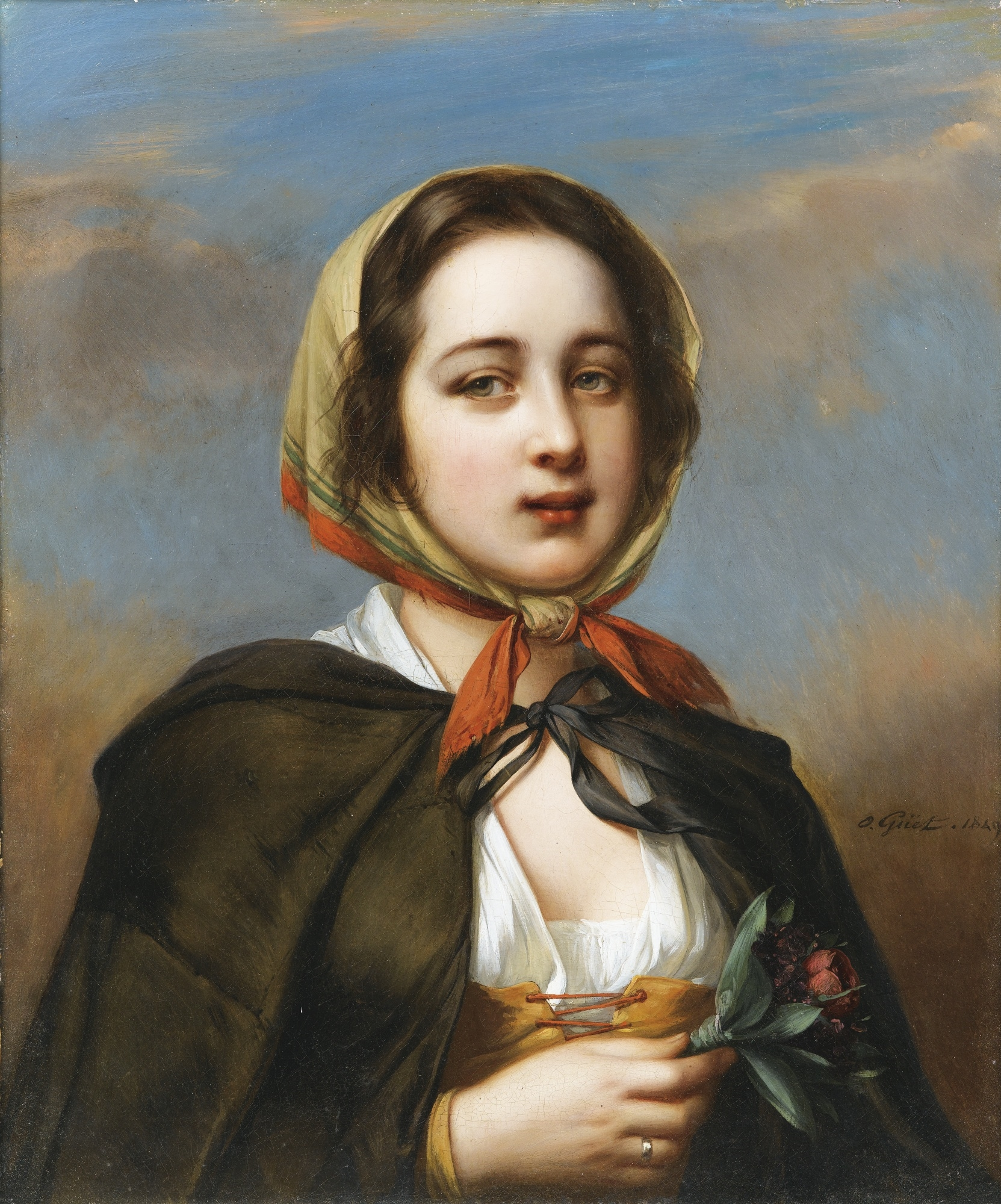
Jeune fille tenant une fleur
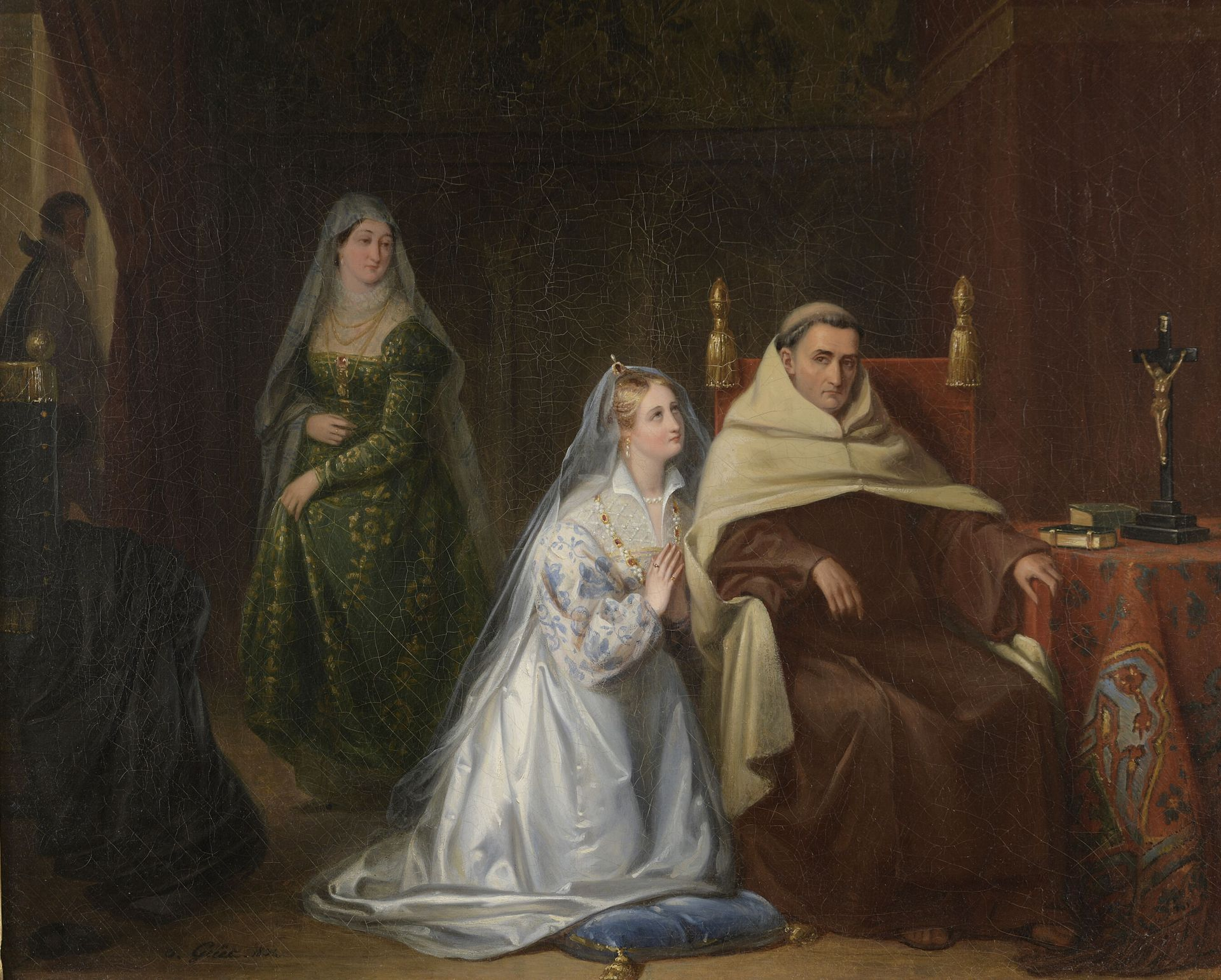
La Confession de Violetta, 1834, d'après Le Bravo de James Fenimore Cooper
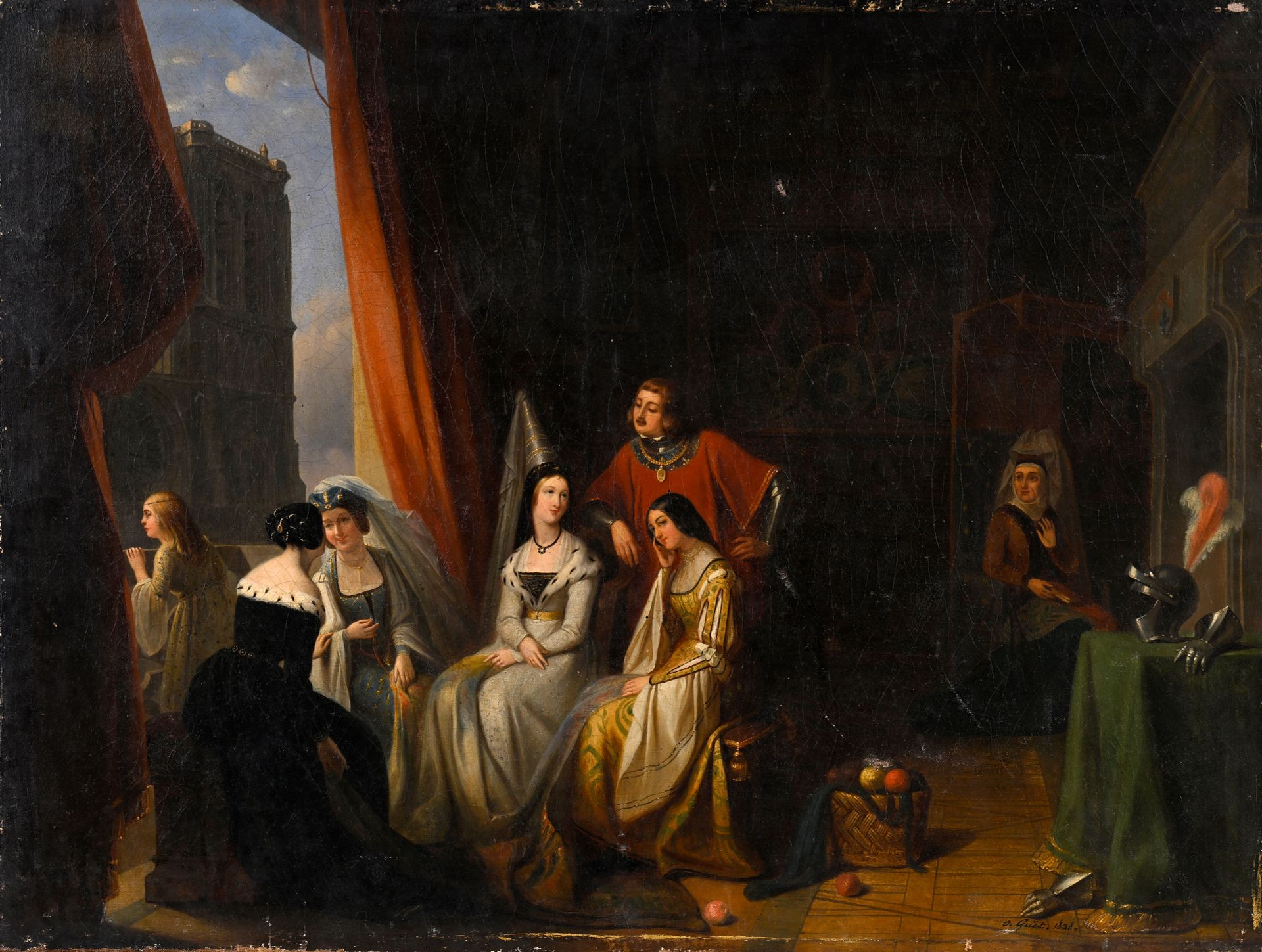
Phébus chez Madame Aloise de Gondelaurier, 1838, réplique tu tableau exposé au Salon de 1837